# IC 1848
IC 1848 (nota anche come Nebulosa Anima, Nebulosa Embrione o con la sigla W5 per Westerhout 5) è una nebulosa diffusa associata ad un ammasso aperto di stelle giovani e calde di grande massa, visibile nella costellazione di Cassiopea, verso il confine con la Giraffa. Si tratta di una delle aree in cui è più attiva la formazione stellare.

## Osservazione
La nebulosa è individuabile circa 8 gradi a sud-est della stella ε Cassiopeiae, ma si può individuare anche partendo dall'Ammasso Doppio di Perseo e spostandosi di circa 5 gradi in direzione nord-est; fa coppia con un'altra vasta nebulosa, nota come IC 1805. Per poterla individuare occorre un telescopio con un grande diametro, non tanto per le dimensioni, dato che la nebulosa è abbastanza estesa, quanto per la sua debolezza. Una foto a lunga posa o una camera CCD rivela invece l'oggetto con una certa facilità. L'intero complesso di nebulose visibili in quest'area si presenta circumpolare dalla gran parte delle regioni dell'emisfero boreale; i mesi migliori per la sua osservazione vanno da ottobre ad aprile.

## Caratteristiche

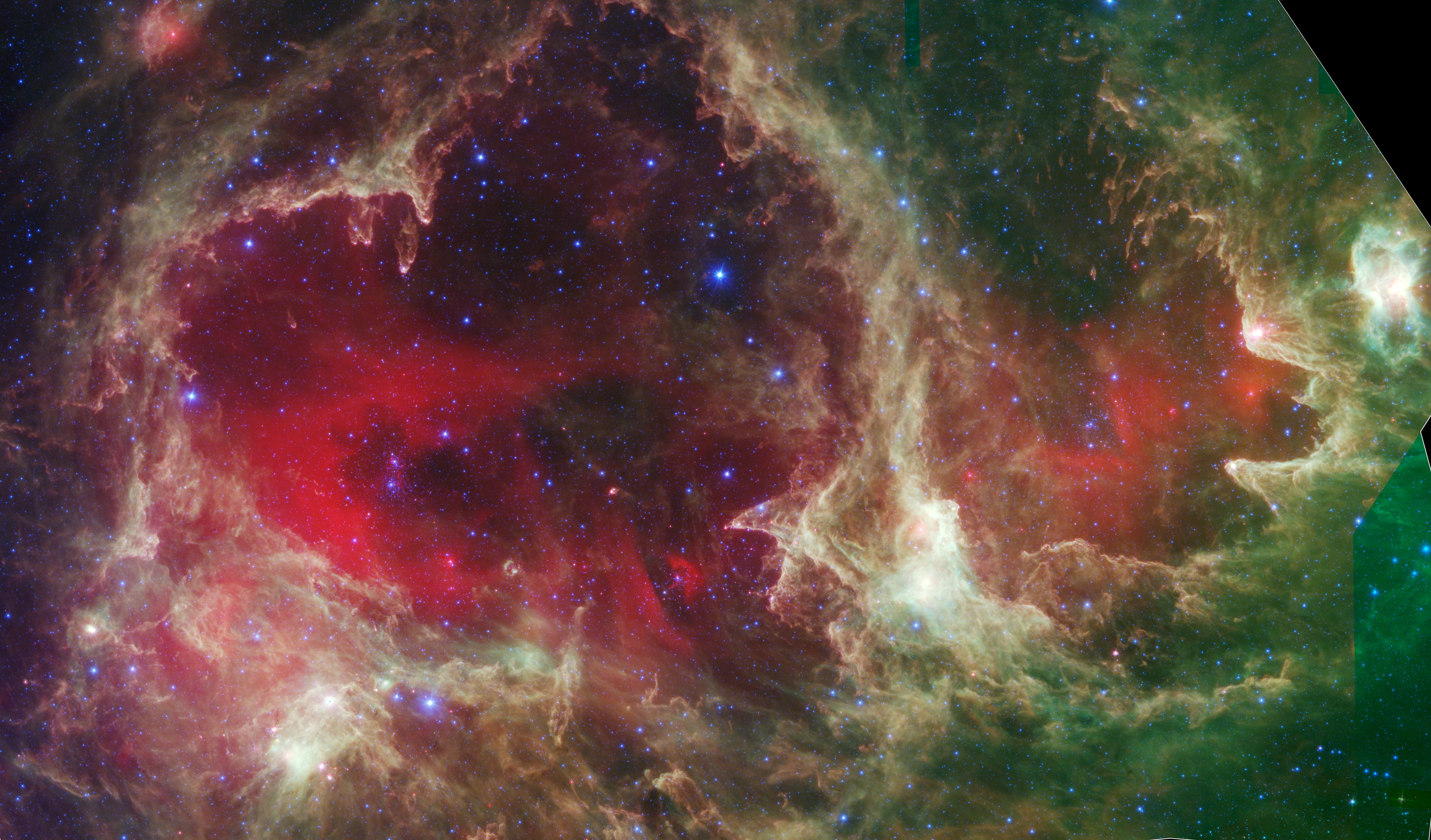
Dettaglio della regione ripreso dal telescopio spaziale Spitzer.

Si tratta di una regione H II molto estesa, la cui distanza è stimata sui 7600 anni luce da noi; il suo gas è illuminato dalle stelle di alcuni ammassi ed associazioni di stelle vicine, fra i quali spiccano Cr 33 e Cr 34, due ammassi aperti molto estesi ma privi di concentrazione, formati da stelle giganti blu nate dai gas della nebulosa. La luce viene poi riemessa dalla nebulosa nel colore rosso tipico delle linee di emissione dell'idrogeno H-alfa. All'interno della nebulosa è molto attiva la formazione stellare.
Questa e la vicina IC 1805 formano un grande complesso nebuloso noto come complesso W3/W4/W5 o "Cuore e Anima"; il "cuore" è IC 1808, mentre l'"anima" è rappresentata da questa nebulosa.

## Struttura e fenomeni di formazione stellare
W5 appare in luce visibile come una nube fisicamente separata dal complesso W3-W4 (la Nebulosa Cuore); ha una forma allungata in senso est-ovest e contiene al suo interno l'associazione di stelle OB catalogata come IC 1848. La nube, che strutturalmente possiede una forma a guscio come le precedenti, è divisibile in due sezioni, indicate come W5-E e W5-W, rispettivamente estese per 35 e 52 pc. W5-E è la sezione orientale e contiene una stella di classe O7V (una stella di sequenza principale molto calda), BD+59° 0578, il cui vento stellare sembra essere sufficientemente potente da ionizzare l'intera regione in cui si trova; W5-W, la sezione occidentale, contiene invece quattro stelle di classe O, ma ve ne potrebbero essere anche delle altre nella parte orientale della regione, non osservabili perché completamente nascoste dalle dense nubi. Almeno due di queste stelle sono in realtà dei sistemi stellari: BD+59° 553 è una stella tripla, mentre BD+59° 552 è un sistema a quattro stelle. Il punto di intersezione fra le due parti del sistema riporta la sigla IC 1871.
La distribuzione degli oggetti stellari giovani invece si concentra in particolar modo a 5 pc all'interno del bordo del guscio di gas ionizzato; la scala temporale di circa 0,5–1 milioni di anni derivata per l'interazione fra la regione H II in espansione e gli addensamenti in cui si trovano gli oggetti stellari giovani fa intendere che sia stata l'espansione della stessa regione di gas ionizzato a favorire la formazione di nuove stelle.